# Les Sims 4 : Chiens et Chats
Les Sims 4 : Chiens et Chats (The Sims 4: Cats & Dogs) est le quatrième pack d'extension du jeu Les Sims 4. Il est sorti le 10 novembre 2017 sur Windows et macOS et le 31 juillet 2018 sur PS4 et Xbox One. Il dispose d'un nouveau monde appelé Brindleton Bay et ajoute des chiens et des chats dans le jeu. Il permet également aux joueurs de créer leur propre clinique vétérinaire et de poursuivre une carrière de vétérinaire,. Il reprend des éléments des jeux Les Sims, Les Sims 2 : Animaux et Cie et Les Sims 3 : Animaux & Cie.

## Développement
Electronic Arts a annoncé à la Gamescom 2017 que les joueurs seraient en mesure de créer des chats et des chiens avec ce nouvel opus.

### Acte de charité
Pour la première fois dans l'histoire de la société, Electronic Arts a établi un partenariat avec la SPA. EA et Maxis ont aussi fait un don de 20 000 dollars à l'association.

## Système de jeu
Le jeu propose le nouvel outil "Créer un Animal".
- Nouvelle compétence : vétérinaire[6] et dressage
- Nouvelle aspiration : ami des animaux[7]
- Nouveau monde : Brindleton Bay[2],[8]
- Ajout des chats et des chiens[2]
- Nouvelles options de jeu et interactions : créer un animal de compagnie[9]
- Nouvelle carrière : vétérinaire[2],[10]
- Nouveaux traits de caractère : 
  - Pour les chats : affectueux, à l'écart, intelligent, curieux, esprit libre, sympathique, vif, gourmand, paresseux, espiègle, ludique, capricieux, bavard, territorial.
  - Pour les chiens : chant, actif, indépendant, aventurier, chien de canapé, amical, glouton, poilu, chasseur, sauteur, fidèle, ludique, détective, intelligent, têtu, fauteur de troubles[11]
  - Pour les Sims : amour des chats, amour des chiens, ami des animaux[7]

## Réception
Le site Metacritic attribue au jeu Les Sims 4 : Chiens et Chats une note de 80 sur 100 en se basant sur 9 appréciations.
Le jeu a reçu une note de 82.50% sur le site GameRankings.